# Степанова, Елена Олеговна
Степанова Елена Олеговна, (род. 12 сентября 1972 года) — ректор Ярославского государственного технического университета, кандидат экономических наук, доцент.

## Биография
Родилась 12 сентября 1972 года в Ярославле.
С 1989 по 1995 годы училась в ЯрГУ им. П. Г. Демидова, ЯГПУ им. К. Д. Ушинского.
С 2002 по 2004 годы обучалась в заочной аспирантуре Института региональных экономических исследований (г. Москва), где в 2004 г.,защитила кандидатскую диссертацию на тему «Механизмы повышения стабильности финансирования общеобразовательных учреждений в регионе (на примере Ярославской обл.)»
С 2001 года по 2014 год работала в ГОУ ЯО «Институт развития образования» (с 2010 по 2014 год занимала должность ректора), одновременно вела педагогическую деятельность в Московской высшей школе социальных и экономических наук в рамках российско-британской программы магистратуры «Управление образованием на основе данных».
С 2014 по 2018 год занимала должности советника, руководителя центра, проректора по экономическим, социальным вопросам и организационному развитию ЯрГУ им. П. Г. Демидова, вела педагогическую деятельность на кафедре управления и предпринимательства.
2016 по 2018 год была Исполнительным директором НКО «Ассоциация современной фармацевтической промышленности и инновационной медицины Ярославской области (Ярославский фармацевтический кластер)».
С февраля 2018 года работает в Ярославском государственном техническом университете, до марта 2021 года — и. о.ректора, с марта 2021 года — ректор университета.
В 2021 году Елена Степанова вошла в число наставников проекта наставничества для студентов "Женская лига" Минобрнауки России.
Имеет звание доцента по научной специальности 08.00.05 «Экономика и управление народным хозяйством».

## Награды
- Почетная грамота Министерства образования и науки РФ;
- Почетные грамоты Государственной думы Ярославской области, Общественной палаты Ярославской области, Губернатора Ярославской области и Департамента образования Ярославской области;
- Нагрудный знак «Почетный работник общего образования Российской Федерации»;
- Почётный знак Ярославской областной думы «За вклад в развитие Ярославской области».
- Лауреат премии Губернатора Ярославской области в сфере образования.
- Благодарность Губернатора Ярославской области  за участие в реализации кадрового проекта "Ярославский резерв".
- Первенство водокачки (2016)